# گوردون اسمیت
گوردون اسمیت (به انگلیسی: Gordon Smith) سناتور سابق عضو حزب جمهوری‌خواه ایالات متحده آمریکا بود. وی در سال ۱۹۹۷ تا ۲۰۰۹ میلادی سناتور ایالت اورگن در سنای ایالات متحده آمریکا بود.